# Metal pós-transição
Um metal pós-transição é um elemento metálico que, na tabela periódica, está localizado entre os metais de transição e os semimetais. Acadêmicos têm diferentes propostas sobre quais seriam metais pós-transição, mas todas incluem gálio, índio, estanho, tálio, chumbo e bismuto.